# Houda Nonu
Houda Ezra Ebrahim Nonu (ur. 7 września 1964) – bahrajńska dyplomatka narodowości żydowskiej, 
Kierowała bahrajńską filią organizacji Human Rights Watch, przez trzy lata zasiadała w Zgromadzeniu Narodowym Bahrajnu. Od maja 2008 roku ambasador Bahrajnu w Stanach Zjednoczonych. Pierwsza na świecie Żydówka reprezentująca jako ambasador kraj arabski.
Houda Nonu jest zamężna, ma dwóch synów.